# Torre Symbol
La Torre Symbol è un grattacielo di Brescia.

## Storia
La sua costruzione risale al 1999.

## Descrizione
L'edificio ospita agenzie e uffici commerciali ed è punto di convergimento delle vie di accesso a Brescia Due.

### La struttura
La struttura è formata da due piattaforme. La prima, posta al livello del terreno e formata da due semicerchi, sorregge la seconda, un parallelepipedo in vetro.
In totale, la torre conta dodici piani per un'altezza complessiva di 45 metri.